# Павло (Василик)
Павло́ Васи́лик (8 серпня 1926, Бориславка, Перемишльський повіт Львівське воєводство, нині Польща — 12 грудня 2004, Коломия) — єпископ Української греко-католицької церкви. Єпископ-ординарій Коломийсько-Чернівецької єпархії УГКЦ. Псевдо — «Вуйцьо».

## Життєпис
Народився 8 серпня 1926 року в с. Бориславка (спалене 1945 року внаслідок операції польської Армії Крайової) Перемишльського повіту (тепер — Польща) в національно свідомій родині, в якій було 11 дітей. В юначому віці допомагав ліками повстанцям, писав антибольшевицькі вірші, носив патріотам машинки для друку. 1 квітня 1947 р., за доносом, був заарештований у Львові. Обвинувачення — «зрада бальківщині» й «антирадянська пропаганда» — статті 54.1а та 54.11.
Перше ув'язнення Владика Василик відбував у 1947–1955 рр. 1 січня 1950 р. Павла Василика висвятив на диякона єпископ Віктор Новиков з Риму — єзуїт Східного обряду. 1951—1952 рр. Владика Василик, будучи ще дияконом, відбував покарання у м. Спаську Кемеровської області. 1953 року у Ольджерасі (Алтайський край), де був засуджений і Юрій Шухевич, син Головного Командира УПА. 1954-го він перебував у концтаборі м. Омська. 1956-го повернувся на Тернопільщину в Бучацький район, де жила родина.
18 листопада 1956 р. у Львові його висвятив на греко-католицького священника Владика Микола Чарнецький (1884—1959), редемпторист — Апостольський Візитатор для Волині й Підляшшя. На Тернопільщині розпочав душпастирську діяльність. У 1956—1959 рр. Владика Василик, будучи священником, провадив велику душпастирську роботу на Станіславівщині, Тернопільщині, Закарпатті, Львівщині, Криму. Тільки 1957 року «органи правопорядку» двічі провокували замахи на життя Преосвященного. На початку 1959 р. його арештували в Станіславі. Йому інкримінували статті 54. 1а та 54. 11. Друге ув'язнення відбував у Дубравлазі (селище Потьма, Явас, Мордовія) від 1959 до 1964 р. У цьому таборі перебував і Святої Пам'яті Блаженіший Патріарх Ісповідник віри Йосиф Сліпий. 1964 року вийшов з ув'язнення. Після цього він відбував ще 5 років заслання, згідно з вироком 1959 року.
1 травня 1974 р.  — Владика Йосафат Федорик, ЧСВВ — Екзарх українських греко-католиків на Центральну Азію у с. Вільхівцях Жидачівського району Львівської області висвятив священика підпільної УГКЦ Павла Василика єпископом катакомбної УГКЦ. Єпископ Кир Павло Василик ніс людям Божу правду по Галичині, Закарпатті, Волині, Рівненщині, Хмельниччині, Дніпропетровщині, Одещині, Москві, Ленінграді, Криму, Прибалтиці. У багатьох містах і селах засновував церковні громади. Багато разів у Преосвященного відбирали ризи й літургічні книги, погрожували арештом. А він відповідав: «Заберете в мене ризи, мені нові пошиють. Не даєте нам церкви, а ми маємо сотні, бо кожний дім української католицької родини є для нас церквою». 4 серпня 1987 року група українського духовенства, ченців, черниць і мирян на чолі з Преосвященним Владикою Кир Павлом Василиком заявила на весь світ про свій вихід із підпілля до повнокровного релігійного життя. Заява була направлена Святішому Отцеві Іванові Павлові ІІ, Папі Римському; копія — Президентові Михайлові Горбачову. Із єпископів заяву підписав тільки Владика Павло Василик.
17 липня 1988 року у Зарваниці єпископ катакомбної УГКЦ Павло Василик у співслужінні з багатьма священниками відправив Архієрейську Службу Божу, в якій взяло участь майже 30 тисяч вірних (КДБ нарахував 40 тисяч). 17 вересня 1988 р. він був запрошений на зустріч в Москві. За круглим столом Преосвященний обговорював релігійні питання із чотирма сенаторами США та представниками Верховної Ради СРСР. 7 лютого 1989 р. Владика Павло очолює делегацію до Москви, вимагає відновлення статусу УГКЦ. 16 травня 1989 р., напередодні з'їзду народних депутатів СРСР, до Москви знову прибуває делегація УГКЦ у складі єпископів Павла Василика, Софрона Дмитерка, Филимона Курчаби, отців Григорія Сімкайла, Володимира Війтишина, Тараса Сеньківа, Ігора Возьняка, численних вірних, щоб зустрітися із Президентом Горбачовим.
28 січня 1990 року після відправлення Служби Божої в Катедральному соборі м. Івано-Франківська, тодішній голова облвиконкому урочисто вручив Владиці Василикові документ, в якому було сказано, що від цього дня Катедра переходить у власність УГКЦ. Голова наголосив, що саме єпископ Павло найбільше потрудився для справи УГКЦ. 12–16 січня 1990 р. відбулися переговори у справі УГКЦ в Москві, в Данилівському монастирі, в яких взяли участь представники Ватикану та Московської Патріархії. В числі делегації УГКЦ був єпископи Павло Василик. Історичною подією стало створення Коломийсько-Чернівецької єпархії УГКЦ на чолі з Єпископом-Ординарієм Кир Павлом Василиком. Його інтронізація відбулася 31 жовтня 1993 року в Коломиї. Апостольський Нунцій Високопреосвященний Кир Антоніо Франко, Блаженніший Патріарх Мирослав Іван Кардинал Любачівський, Преосвященний Владика Кир Софрон Дмитерко, Владика Кир Іриней Білик, отець-доктор Іван Дацько.
За особливі заслуги перед УГКЦ та українським народом, 24 жовтня 2000 р. Ректорат Сетонського Університету (США) присвоїв Єпископові Павлові Василику почесний ступінь Доктора гуманітарних наук. Також Інститут Економіки і Права м. Івано-Франківська, зважаючи на особливі заслуги Правлячого Єпископа Коломийсько-Чернівецької єпархії Павла Василика в часи підпілля, ініціювання виходу Церкви з підпілля, великий внесок у відродження Івано-Франківської єпархії та заснування Івано-Франківської Духовної Семінарії, котра тепер переросла у Теологічну Академію, присвоїв Владиці високе звання Почесного Доктора. До кінця своїх днів Ісповідник Віри, довголітній в'язень московських таборів Павло Василик невтомно трудився для ширення науки Христа та духовного зросту увіреної йому пастви, розбудови церковних структур та вишколу гідного духовенства.
Закінчив свій життєвий шлях Владика Павло Василик 12 грудня 2004 року на 79 році життя.

## Відзнаки
- Орден «За заслуги» 3-го ступеня (1999).
- «Почесний громадянин села Бариш» (2003 р.).